# Monte Faloria
Monte Faloria je hora o nadmořské výšce 2352 m n. m. nalézající se v Ampezzanských Dolomitech východně nad městečkem Cortina d'Ampezzo v provincii Belluno v Benátsku.
Z centra Cortiny d'Ampezzo jezdí lanovka do horní stanice Faloria, kde se nachází stejnojmenný hotel Rifugio Faloria. Z terasy baru u stanice Faloria je výhled na městečko a okolní hory. Od horní stanice v nadmořské výšce 2123 m mohou i nezkušení turisté vystoupat po sjezdovce na vrchol nebo sestoupit do údolí. V zimě jsou zde v provozu různé sjezdovky v celkové délce 10 km. Na zimních olympijských hrách v roce 1956 se na Monte Faloria jel obří slalom mužů na sjezdovce "Ilio Colli". Obří slalom žen byl kvůli špatným sněhovým podmínkám přesunut z Monte Faloria na sjezdovku Tofana.
Přímo pod vrcholem Monte Faloria se nalézá Rifugio Capanna Tondi.